# Last Action Hero (Soundtrack)
Last Action Hero – Music from the Original Motion Picture ist ein Musikalbum zum gleichnamigen Kinofilm Last Action Hero aus dem Jahr 1993. Auf dem Album befinden sich elf Musiktitel von zehn Bands aus der Rock- und Metalszene sowie eine instrumentale Komposition des Filmkomponisten Michael Kamen zusammen mit dem bekannten Gitarristen Buckethead. Neben dieser CD, die sich durch das schwarze Cover auszeichnet, existiert auch eine CD mit 30 Minuten Filmmusik von Michael Kamen, welche sich trotz identischem Covermotiv durch eine weiße Farbgebung unterscheidet. Da es also zwei Soundtrackalben zu dem Film gibt, ist dabei in diesem Zusammenhang oft von einem „schwarzen“ und einem „weißen“ Last-Action-Hero-Album die Rede.
Mit Ausnahme von Swim (Fishbone) handelt es sich um exklusive Musikstücke der jeweiligen Gruppen, die zuvor auf keinem anderen Tonträger (in den hier vertretenen Versionen) veröffentlicht wurden. Aufgrund der Beliebtheit einiger Lieder wurden viele jedoch auch auf späteren Veröffentlichungen der Interpreten wiederverwendet.

## Entstehung und Hintergrund

### AC/DCsBig Gun
Arnold Schwarzenegger, Hauptdarsteller und Executive Producer des Kinofilms und bekennender Fan der Gruppe, bot der Band persönlich an, einen Song zu dem Soundtrack von Last Action Hero zu schreiben. Das Lied stammt, wie bei der australischen Rockband üblich, aus der Feder der Brüder Angus und Malcolm Young. Der Titel war auch die erste Zusammenarbeit der Band mit dem Produzenten Rick Rubin, der zwei Jahre später auch das Studioalbum Ballbreaker von AC/DC produzierte.
Big Gun ist die bis heute letzte Aufnahme, die mit Chris Slade als Schlagzeuger bei AC/DC gemacht wurde. Das Lied wurde parallel zu dem Film auch als eigenständige Single veröffentlicht und feierte in einigen Ländern beachtliche Erfolge. Zu Big Gun wurde unter Regie von David Mallet auch ein Musikvideo gedreht, in welchem Arnold Schwarzenegger in seiner Filmrolle zu sehen ist und dieser die Konzertbühne der Band stürmt. Das Video entstand am Van-Nuys-Flughafenhangar 104E in Los Angeles.

### Alice in Chains’What the Hell Have IundA Little Bitter
Das Lied What the Hell Have I wurde bereits im Frühjahr 1992 für das Album Dirt geschrieben, welches den Durchbruch für die Band bedeutete. Da das mit einer Sitar eingespielte Lied dort jedoch nicht verwendet wurde, wurde es zusammen mit A Little Bitter schließlich auf diesem Soundtrack erstmals veröffentlicht. Eine Remixversion beider Lieder wurde auch auf den Alice-in-Chains-Alben Music Bank (1999) und auf The Essential Alice in Chains (2006) veröffentlicht.

### MegadethsAngry Again
Angry Again gehört zu den wenigen Liedern auf dem Album, die speziell für diesen Film geschrieben wurden. Bandgründer und Sänger Dave Mustaine schrieb den Song innerhalb eines Tages, inspiriert wurde er durch die Melodie von The Clashs Should I Stay or Should I Go. Der Titel wurde während der Tournee zum Album Countdown to Extinction aufgenommen. Angry Again war 1993 für einen Grammy in der Kategorie „Best Metal Performance“ nominiert, verlor jedoch schließlich gegen Ozzy Osbournes I Don't Want to Change the World. Ein Musikvideo wurde unter der Regie von Wayne Isham gedreht. Das Lied erschien im Jahr 1995 auf der EP Hidden Treasures erstmals auf einem Megadeth-Album, später u. a. auch auf dem Greatest-Hits-Album Back to the Start aus dem Jahr 2005. Eine Liveaufnahme des Liedes wurde 2002 auf Rude Awakening veröffentlicht.

### QueensrÿchesReal World
Dieser Song entstand unter der Mitwirkung des Filmkomponisten Michael Kamen, mit dem die Gruppe bereits 1988 auf dem Album Operation: Mindcrime sowie 1990 auf Empire zusammengearbeitet hatte. Der Schlussteil des Liedes bildet einen Ausschnitt aus der originalen Filmmusik, die in Last Action Hero verwendet wurde. Im Jahr 2003 wurde auf der Wiederveröffentlichung des 1994er-Albums Promised Land auch eine Live-Version des Titels präsentiert. Auch das Original erschien damit zum ersten Mal auf einem Album der Band, es wurde auch 2007 für das Best-of-Album Sign of the Times wiederverwendet.

### Def LeppardsTwo Steps Behind
Die auch im Abspann des Kinofilms angespielte Acoustic Version von Two Steps Behind wurde im Oktober 1993 auch auf der B-Seiten- und Non-Album-Track-Kompilation Retro Active verwendet. Diese Version beinhaltet von Michael Kamen hinzugefügte Streichinstrumente, eine einfache Akustikversion des Songs wurde bereits im Juni 1992 mit einer Länge von 4:11 Minuten auf der Single Make Love Like a Man veröffentlicht. Eine „Electric Version“ desselben Songs wurde ursprünglich als japanischer Bonustrack 1992 auf dem Album Adrenalize und im Folgejahr ebenfalls auf der Kompilation Retro Active veröffentlicht. Eine Live-Version von Two Steps Behind als Akustikversion erschien 2011 auf Mirror Ball – Live & More.

### AerosmithsDream On
Die Originalversion dieses Liedes wurde bereits im Januar 1973 auf dem Debütalbum Aerosmith der gleichnamigen Hard-Rock-Band veröffentlicht, war zum Zeitpunkt der Veröffentlichung dieses Soundtrackalbums also bereits 20 Jahre alt. Bei der ausschließlich auf diesem Album vertretenen Version des Songs handelt es sich um eine orchestrale Live-Version, die 1991 auf der Feier zum 10-jährigen Jubiläum des Musiksenders MTV aufgenommen wurde. Michael Kamen, der Filmkomponist von Last Action Hero, war auch als Leiter des Orchesters sowie als Produzent an dieser Aufnahme beteiligt. Weitere Live-Versionen von Dream On erschienen auf den Aerosmith-Livealben Live! Bootleg (1978), Classics Live! (1986) sowie auf der Doppel-CD A Little South of Sanity (1998).

### Cypress HillsCock the Hammer
Das Lied erschien am 19. Juli 1993 auch als Titel 6 auf dem Cypress-Hill-Album Black Sunday, allerdings in einer 11 Sekunden längeren Version. Cock the Hammer sampled die beiden Tracks Blind Alley von The Emotions sowie Uri (The Wind) von Flora Purim. Auf Live at the Filmore, dem bislang einzigen Livealbum der Band, ist eine Live-Aufnahme von Cock the Hammer aus dem Jahr 2000 zu hören.

### FishbonesSwim
Dieser Song ist der einzige auf diesem Album, der bereits zuvor auf einem anderen Album veröffentlicht wurde. Es erschien bereits am 23. Mai 1993 in einer gut 30 Sekunden längeren Albumversion auf Give a Monkey a Brain and He'll Swear He's the Center of the Universe. Die hier enthaltene Version ist lediglich der zuvor schon ausgekoppelte Single Edit.

## Titelliste
1. AC/DC: Big Gun (Angus Young, Malcolm Young) – 4:24
2. Alice in Chains: What the Hell Have I (Jerry Cantrell) – 3:58
3. Megadeth: Angry Again (Dave Mustaine) – 3:47
4. Queensrÿche: Real World (Queensrÿche, Michael Kamen) – 4:21
5. Def Leppard: Two Steps Behind (Joe Elliott) – 4:19 (Acoustic Version)
6. Anthrax: Poison My Eyes (Charlie Benante, Scott Ian, John Bush, Frank Bello) – 7:04
7. Aerosmith: Dream On (Steven Tyler) – 5:42 (Live, taken from the MTV 10th Anniversary Special)
8. Alice in Chains: A Little Bitter (Layne Staley, Jerry Cantrell, Mike Inez, Sean Kinney) – 3:53
9. Cypress Hill: Cock the Hammer (Louis Freese, Senen Reyes, Lawrence Muggerud) – 4:11
10. Fishbone: Swim (John Bigham) – 4:13
11. Tesla: Last Action Hero (Frank Hannon, Jeff Keith, Tommy Skeoch, Brian Wheat) – 5:44
12. Michael Kamen with Buckethead: Jack and the Ripper (Michael Kamen) – 3:43

## Rezeption
| Professionelle Bewertungen | Professionelle Bewertungen |
| -------------------------- | -------------------------- |
| Kritiken                   |                            |
| Quelle                     | Bewertung                  |
| Allmusic                   | [ 7 ]                      |

### Deutschland
Das Musikmagazin Rock Hard bezeichnete das Album in seiner 75. Ausgabe als ein insgesamt „sicher interessanten Soundtrack“. Der Autor Achim Karstens nannte die beiden Lieder von AC/DC und Cypress Hill als den „Negativhöhepunkt“ auf dieser CD, hob aber auch die „großartige Gitarrenarbeit“ auf Teslas „glänzendem“ Titelsong sowie die beiden Alice-in-Chains-Titel als „großartige Nummern“ hervor. Der Megadeth-Beitrag sei „nicht gerade ein Meilenstein“, während Queensrÿche es nicht schaffe „an alte, selige Zeiten heranzukommen“.
Der Soundtrack erreichte in den deutschen Albumcharts einen respektablen Platz 45 und hielt sich insgesamt 17 Wochen in den Top 100.

### Vereinigte Staaten
In der US-amerikanischen Ausgabe des Billboard-Magazins vom 10. Juni 1993 wurden unter den Top 30 der Mainstream-Rockcharts vier Songs aus dem Soundtrack gelistet (Big Gun, Real World, Angry Again und What the Hell Have I). Der Soundtrack erreichte Platz 7 und wurde mit Platin ausgezeichnet.

## Original Score from the Motion Picture
Auf diesem Album von Michael Kamen ist ebenfalls der Titel Jack and the Ripper enthalten, des Weiteren liegt mit The Real World hier auch eine instrumentale Interpretation des Queensrÿche-Songs Real World vor.
1. Jack and the Ripper – 3:47
2. Danny – 4:24
3. Jack Hamlet – 1:13
4. River Chase – 2:48
5. Benedict – 2:46
6. Practice – 4:18
7. Leo the Fart – 4:32
8. Benedict Gets the Ticket – 3:20
9. The Real World – 3:43
10. Premiere – 3:20
11. Saving Danny – 1:39
12. Big Mistake – 4:50